# Playa Honda
Playa Honda est une station balnéaire de l'île de Lanzarote dans l'archipel des îles Canaries. Elle fait partie de la commune de San Bartolomé.

## Situation
Playa Honda est située immédiatement au nord-est de l'aéroport de Lanzarote.